# هارون علي
هارون علي - المعروف بـالقائد كُشْتَرِيم - عسكري، قائد الجيش الوطني لتحرير في مقدونيا الشمالية، سياسي ألباني من مقدونيا الشمالية.

## الحياة
ولد في 20 مايو 1971 في «حسن بيغ» بلدة في عاصمة البدل - إسكوبية.  </br>

## تعليمه
بعد الانتهاء من المدرسة الابتدائية في مسقط رأسه، رفض أن يدرس  في الفصول المختلطة - التي كانت كنموذج لعرقلة التعليم الألباني في المقدونيا، اختار هارون أن يواصل التعليم في مدرسة ثانوية في دمشق - سوريا. ثم التحق بكلية التاريخ في جامعة «تيتوفا» - مقدونيا، والتي لم تعترف بها الدولة في ذلك الوقت لكونها تدرس باللغة الألبانية. كما كان هذا البطل الألباني حافظا للقرآن الكريم - الكتاب المقدس لدى المسلمين.

## النشاط الوطني
في سن الرابعة والعشرين (24) ، انضم إلى الحركة الشعبية في كوسوفو، وفي عام 1998، أنشأ مع أصدقائه الخلايا الأولى لجيش التحرير الوطني (NLA) في مقدونيا للقتال من أجل حقوق الألبان في مقدونيا الشمالية (حينها مقدونيا). مباشرة بعد «اتفاق أوهريد»، وهو اتفاق أنهى الكفاح المسلح من أجل حقوق ألبان في مقدونيا، في 5 سبتمبر 2001 ، تم سجنه من قبل الشرطة الدولية في كوسوفو، وحكم عليه بأربعة  سنوات بالسجن، حيث قضى 3 سنوات و 6 أشهر، أحيانًا في سجن بريشتينا، والجزء الأكبر في سجن دوبرافا سيئة السمعة. كان اليوم الذي تم فيه الإفراج عنه من سجن هو اليوم الأول الذي كسر فيه عتبة منزله منذ عام 1998.

## نشاطه السياسي
اقتناعا وقلقا من أن تنفيذ اتفاق أوهريد لم يتم وفقا للصفقة، فإنه مع رفقاء الدرب - ممن كانوا غير راضين بعرقلة القضية الألبانية ، قرر في عام 2006 تشكيل الكيان السياسي الذي أطلقت عليه «البديل الوطني» - AK.
يبدو أن ظهور هارون علي على الساحة السياسية كان مصدر قلق للحكومة المقدونية آنذاك، وحتى مجرد وجوده في مقدونيا كان محبطًا بالنسبة لهم، لأنهم على ما يبدو يعرفون القائد أكثر من مواطنيه، فبالتالي تم البحث عن أي ذريعة لإبعاده عن بلاده التي ناضل من أجلها لسنوات.

## فبركة التهمة عليه والسجن مدى الحياة
في عام 2008 ، سيتورط اسمه في قتل ضابط شرطة من وحدة «النمور» المقدونية الخاصة، التي حسب المصادر الألبانية فبركت لأجل طرده من مسقط رأسه. من أجل هذا التركيب السياسي عديم الضمير، أعلنت المحكمة الدستورية عليه بالسجن مدى الحياة، لكنه لم يستسلم.

## قتله وتصفيته
انتهى العطاء الوطني المجيد لهذا البطل الألبامي للقضية الوطنية  في 12 مايو 2010 ، حيث وقع بالقرب من قرية رادوشا - سكوبيي، مع رفقاء الدرب: شعبان زينيوني، وجعفر شالا وكمال فيض الله ، في كمين منظم جيدًا من القوات المسلحة المقدونية، فسقطمع أصدقائهم. جاء اغتياله في عهد السياسي المقدوني المناهض للألبان نيكولا جرويفسكي المثير للجدل، والذي كان لديه شريك في الائتلاف DUI علي أحمدي.
تم وصف مقتله بأنه مشبوه.